# 打狗港

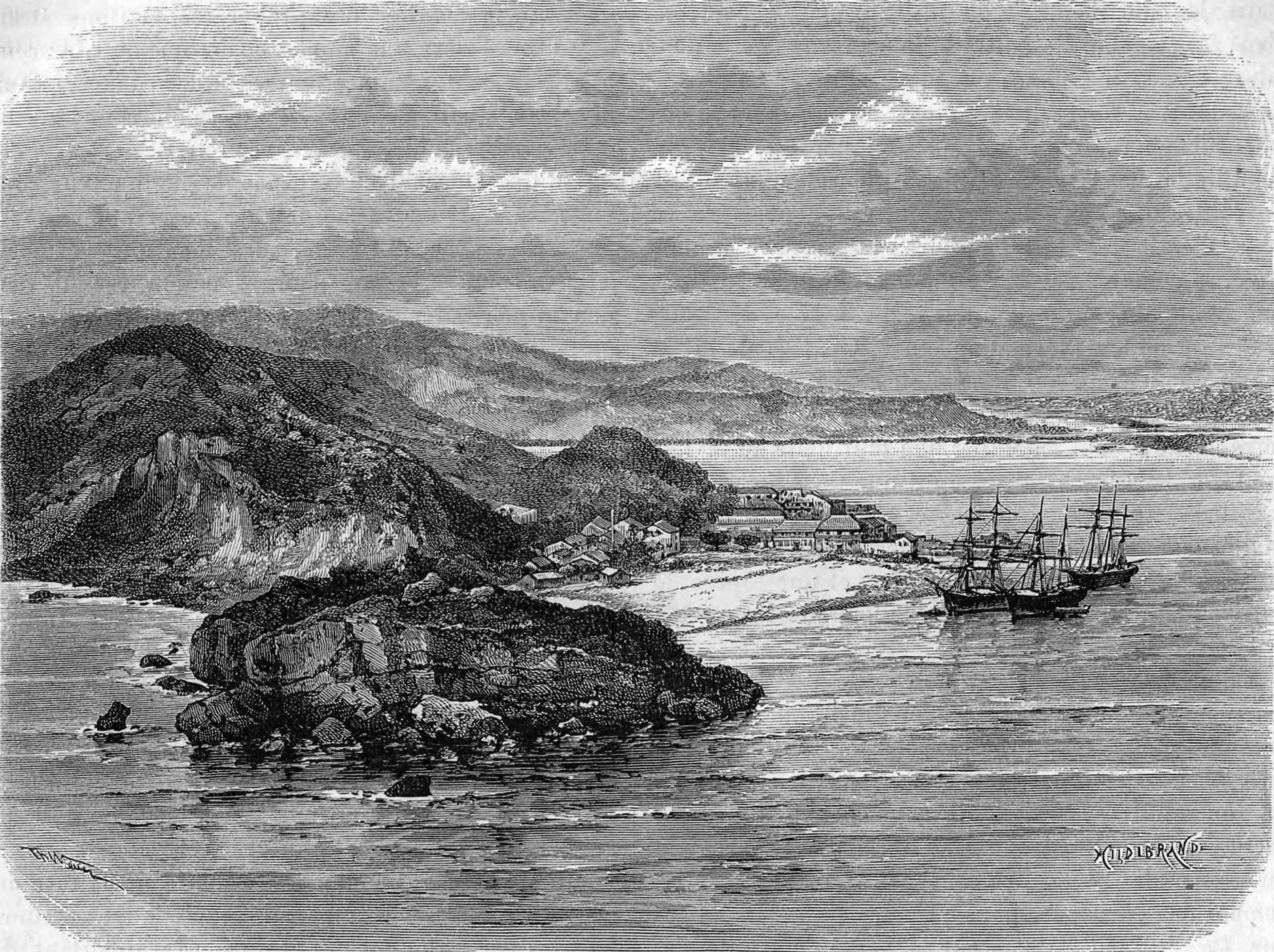
1875年打狗港入口

打狗港之名源自高雄歷史上的古稱──打狗，港口位于今台灣高雄市，為高雄港前身。
其語源，日本學者伊能嘉矩認為是該地臺灣原住民平埔族西拉雅族的分支馬卡道族〈Makatao〉的稱呼「takao」，後漢人譯為「打狗」。推測15世紀左右此地的馬卡道族，遍植刺竹作為防禦工事，以抵禦來犯的日本倭寇與中國海盜，並將地名取為「竹林」〈Ta-kao〉，「竹林」」〈Ta-kao〉發音似台灣閩南語的「打狗」〈Ta-kau〉，故被漢化譯稱「打狗」或「打鼓」。另一說，今日學者翁佳音認為平埔族語源說沒有證據，他認為「打狗」源自早期福建漁民行經此處，因為海浪拍打打鼓山沿岸而取之名為「銅鼓仔」或「打鼓」，後轉寫為同音的「打狗」而來。臺灣日治時期因「打狗」〈Ta-kau〉，音近日文發音的「高雄」〈Taka-o〉，且臺灣總督府官方覺得其名不雅，故改名「高雄」。
初期的打狗港原是漁港，在清治時期正式開港前的打狗港，行政區上屬於鳳山縣治的轄區。在清治時期，打狗港原是台灣南部僅次於安平港的第二大港，但由於安平港港口逐漸淤積，使得當時前來台灣貿易的洋船都難以入港，於是打狗港便漸漸取代安平港的地位。
也因為當時打狗港附近的腹地逐漸開發，加上逐漸開發的打狗地區民生物資物價較為低廉，於是外商紛紛轉移至打狗來採買民生物品以及設立貿易據點。清治時期打狗港正式開港前後，打狗港便已成為英、美商人爭逐的地盤，但由於美商經營不善，加上英國領事館在此設立，因此打狗港逐漸成為英商的地盤。而隨著對外貿易的逐步發展，打狗港附近也開始產生許多新的聚落，高雄市目前許多地名，如旗后庄、鹽埕埔庄、哨船頭、苓仔寮、三塊厝等地便是此時隨著打狗港的開發而開始發跡。1880年代前期，台灣蔗糖產量與對外口量達到最高峰。不料因被法軍封港一段時間，導致糖暴跌，使台灣糖業受挫。

## 天津條約與打狗港開港
打狗港自荷蘭時期以來，主要都是以漁港的角色為主，直到咸豐八年（1858年），清政府與英法訂定天津條約，確定打狗成為台灣地區四個開放的通商口岸之一，打狗港才由漁港轉為商港。但直到同治三年（1864年）清政府頒布暫行章程後，打狗港才正式開港。開港之初的打狗港並未設置海關，洋商需至廈門或淡水海關繳稅，手序相當煩瑣。為了解決此一問題，清政府於1864年5月5日設立打狗海關。
打狗港正式設置海關後，旗后地區的港區邊開始有外商聚集，為當時港區最繁榮的地區之一。1864年時英國對台灣的貿易成長達到百分之百，於是英國正式準備來台設置領事館以便擴展貿易。在英國領事商郇和（Swinhoe）的努力下，英國於1864年11月7日在打狗設立領事館。但儘管清治時期外商不斷來到打狗港投資，不過由於當時清政府資金不足，且發展重心為台灣的軍備海防，因此打狗港並未在臺灣清治時期形成大商埠。

## 哨船頭

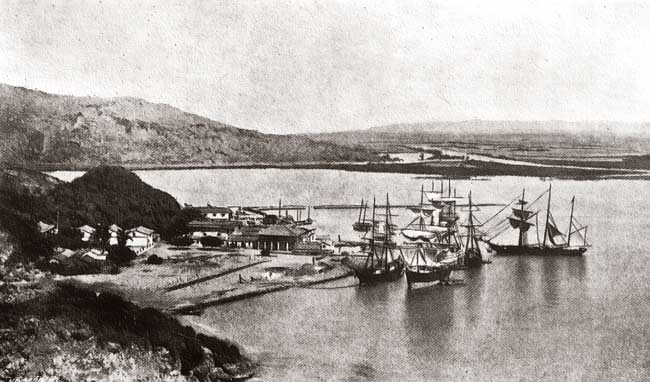
約1871年的打狗港哨船頭，圖最左山邊有旗杆的建築為打狗海關，圖中央兩層樓廡殿頂的建築為打狗海關稅務司，此建築目前仍存。

「哨船」意指巡邏船，雍正年間，清政府為鞏固海防，設海防於此地，為哨船頭一詞之起源。目前哨船頭遊艇碼頭又稱為一號船渠，位於台灣高雄市鼓山區，為觀光碼頭。
哨船頭街道乃是清康熙年間，最早的起源是當時的移居至此的移民所填的海埔地所形成的漁村。在雍正十一年時，哨船頭為安平水師右營的打鼓汛兵營的所在地。而同治二年打狗開港以後，外國商人等共同設計開墾山地，並塡埋海埔。當時的海關、外國領事館均設置於此地。
哨船頭也是高雄港區最早期發跡的海港，曾是船貨、釣具及倉庫混雜的地方。高雄市政府在2000年開始重新規劃整建，2004年正式啟用的為鼓山漁港哨船頭遊艇碼頭，位於高雄港一港口內，為政府經營，該碼頭至高雄市區約3公里並有公車行經，碼頭可供為55呎之動力艇或帆船約15艘停泊，其中浮動碼頭區之10處船席，每一船席均提供給水設施及供電設施。碼頭緊鄰之哨船頭公園是視野極佳的海岸公園，與對岸的旗後山扼住高雄港第一港口。哨船頭港區內有豐富之歷史及自然資源。

### 雄鎮北門
雄鎮北門最初建於明鄭時期，清康熙三十年（1691年）建城牆，城牆為三合土及紅磚砌成，門上有5個雉堞，有窺孔供瞭望戌守之用，是旗后的鎮北門戶，牡丹社事件後清政府另建有兩尊砲台，在日本接收台灣的台灣民主國時期，對抵抗日本進駐打狗港有重要地位。位於高雄哨船頭往西子灣國立中山大學的馬路邊小山丘上，是高雄市發祥地旗后的鎮北門戶，也是清代從旗后往鳳山舊城的交通要衝。

### 前清打狗英國領事館及領事官邸
打狗英國領事館為於1878年建於清打狗港北岸的哨船頭，與鼓山上的領事官邸有石階相通，是當時英國掌理海關稅務工作的重要據點，且由於當時英國擁有領事裁判權，因此領事館也設置有巡捕及牢房，用以囚禁在打狗地區違反「打狗領事港口規章」的華人與洋人。領事官邸長久以來一直被誤認為領事館，在臺灣目前現存的西式近代建築中，打狗英國領事官邸的年代是最為久遠者之一（更早建成的還有淡水馬偕故居、萬金天主堂、漁翁島燈塔、打狗海關稅務司等。）

### 高雄水產試驗所
曾經位於哨船街7號的水產試驗所沿近海資源研究中心，原為打狗英國領事館所在。1869年，英商水陸行經台灣道台黎兆棠許可，在哨船頭填築海灘官地，1877年經台灣道台夏獻綸許可，將現址轉移給英國使用，而英國領事館館舍本體始建於1878年，1879年完工。1926年，日本政府取得該地區土地所有權，1929年臺灣總督府針對有關臺灣漁業事業及相關單位，正式成立臺灣總督府水產試驗場，並在基隆、臺南設置支場。而高雄地區則於1932年設立高雄州水產試驗場，從事罐頭製造的實驗。1939年，改稱台灣總督府水產試驗場高雄支場，並於翌年增設水產皮革試驗工場。1941年，正式成立水產試驗所高雄支所，從事魚類皮革改造，1945年又改稱台灣省水產試驗所高雄分所，繼續從事水產研究。臺灣省政府成立後，於1947年公布臺灣省水產試驗所組織規程，1948年先改屬臺灣農林公司水產分公司，次年再改隸臺灣省政府農林廳，其主要工作為改進臺灣水產業及辦理試驗研究。高雄分所原位於鼓山區哨船頭街7號，從事南部地區各項漁業加工試驗即沿近海漁場調查。1976年，遷建至前鎮漁港旁的現址（前鎮區漁港北一路1之1號）。1984年，為了配合中央政府之漁業政策，將原來之水產加工試驗業務歸併基隆總所加工系，而高雄分所之研究方向則以海洋漁業及漁業生物資源之調查研究為主，之後為因應高雄地區水產界之實際需求，自1989年起再度恢復水產加工試驗計畫之研究業務，開發適合國內消費之水產加工品，期為業者解決水產物滯銷之問題。1999年，因為政府精省業務，改隸屬農委會。2002年，配合政府組織再造，將分所改制為「沿近海資源研究中心」，期能加強為沿近海漁民與漁業之服務。

### 其他建築設施
- 前清打狗海關：成立於1864年5月5日，辦公處建築年代並無明確史料，但攝影師湯姆生的照片可佐證其至少於1871年即建成，位於安海街、哨船街口，現址已改建為「高雄海關海關宿舍」[2][8][9]。
- 前清打狗海關稅務司（Customs House）：位於安海街、哨船街口，攝影師湯姆生的照片可佐證其至少於1871年即已建成，建築現仍存在。[2][10][11]。

- 前清打狗海關稅務司公館：位於安海街32巷40號，日治時期重建成一棟二層樓的洋房，作為郵便局官舍，也是前海軍將領莊銘耀的兒時故居[12]，現已拆除改建為社團法人高雄市莊氏宗親會。
- 打狗俱樂部（Takow Club）[11]

- 美商羅賓奈洋行（Robinet & Co.）：開設時間為1855年至1859年，原有花崗岩倉庫遺跡，現已拆除[8][13]。
- 英商顛地行（Dent & Co.）：開設時間為1859年至1866年[8]。
- 英商怡和行（Jardine, Matheson & Co.）：開設時間為1859年至1864年，現仍留完整的倉庫建築[8][14]。
- 英商天利行（McPhail & Co.）：開設時間為1864年至1867年[8]。
- 普魯士商老鈐行（Lessler und Hagen & Co.）：開設時間為1865年至1867年[8]。
- 英商怡記行（Elles & Co.）：開設時間為1868年至1884年，位於安海街觀三堂附近，另原在哨船街上的兩棟倉庫，一棟尚存，一棟已拆除改為停車場[8][15]。
- 英商怡記行（Bain & Co.）：開設時間為1885年至1908年[8]。
- 德商東興洋行（Julius Mannich & Co.）：開設時間為1877年至1897，現仍留有遺跡 [8] [16]。
- Voestem船長住宅：一位外國船長Voestem的住宅，此建築在日治初期曾做為鳳山廳下的打狗支廳廳舍[17]。

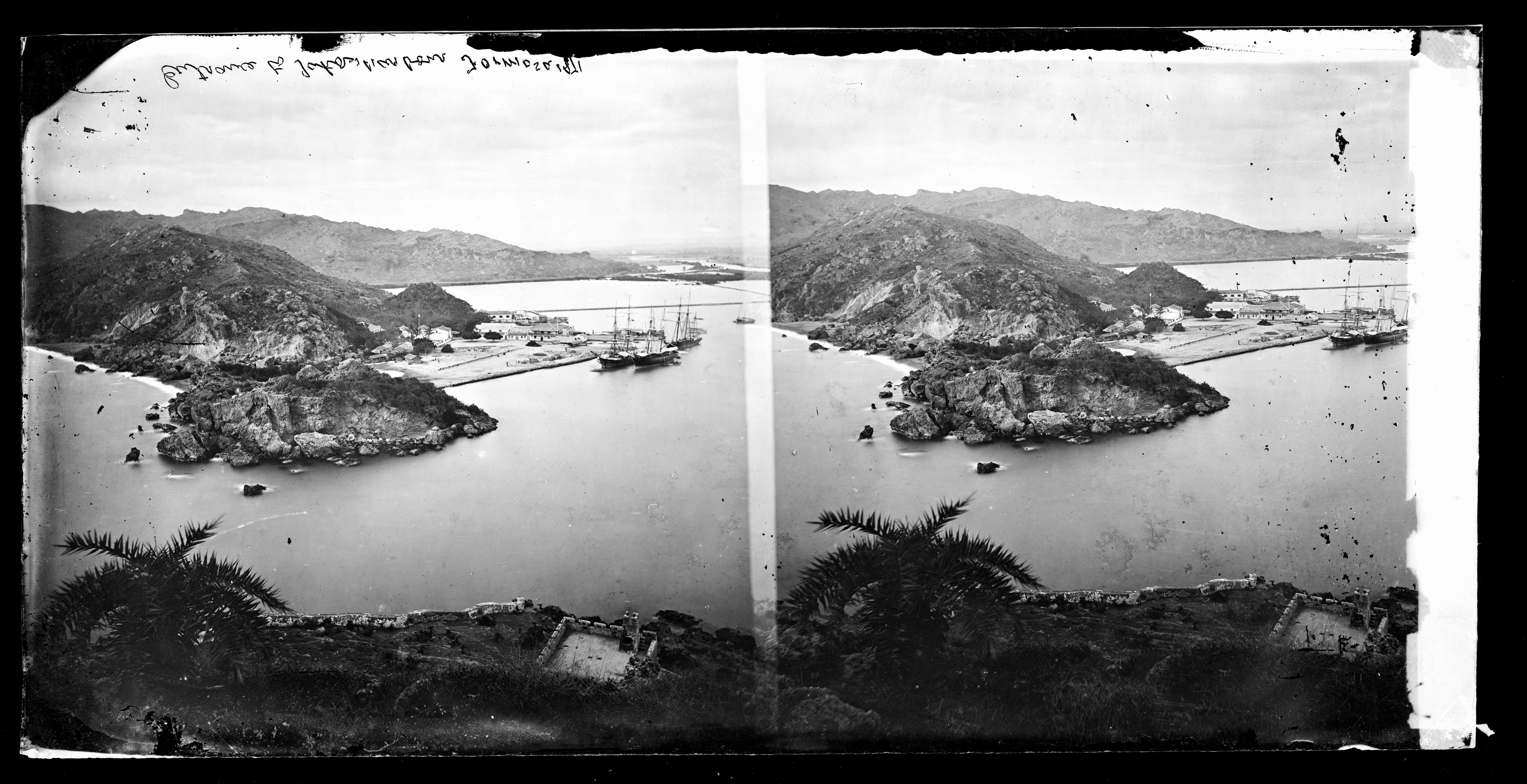
1871年的哨船頭，圖最左山邊有旗杆的建築為打狗海關，圖中央兩層樓廡殿頂的建築為打狗海關稅務司，此建築目前仍存。
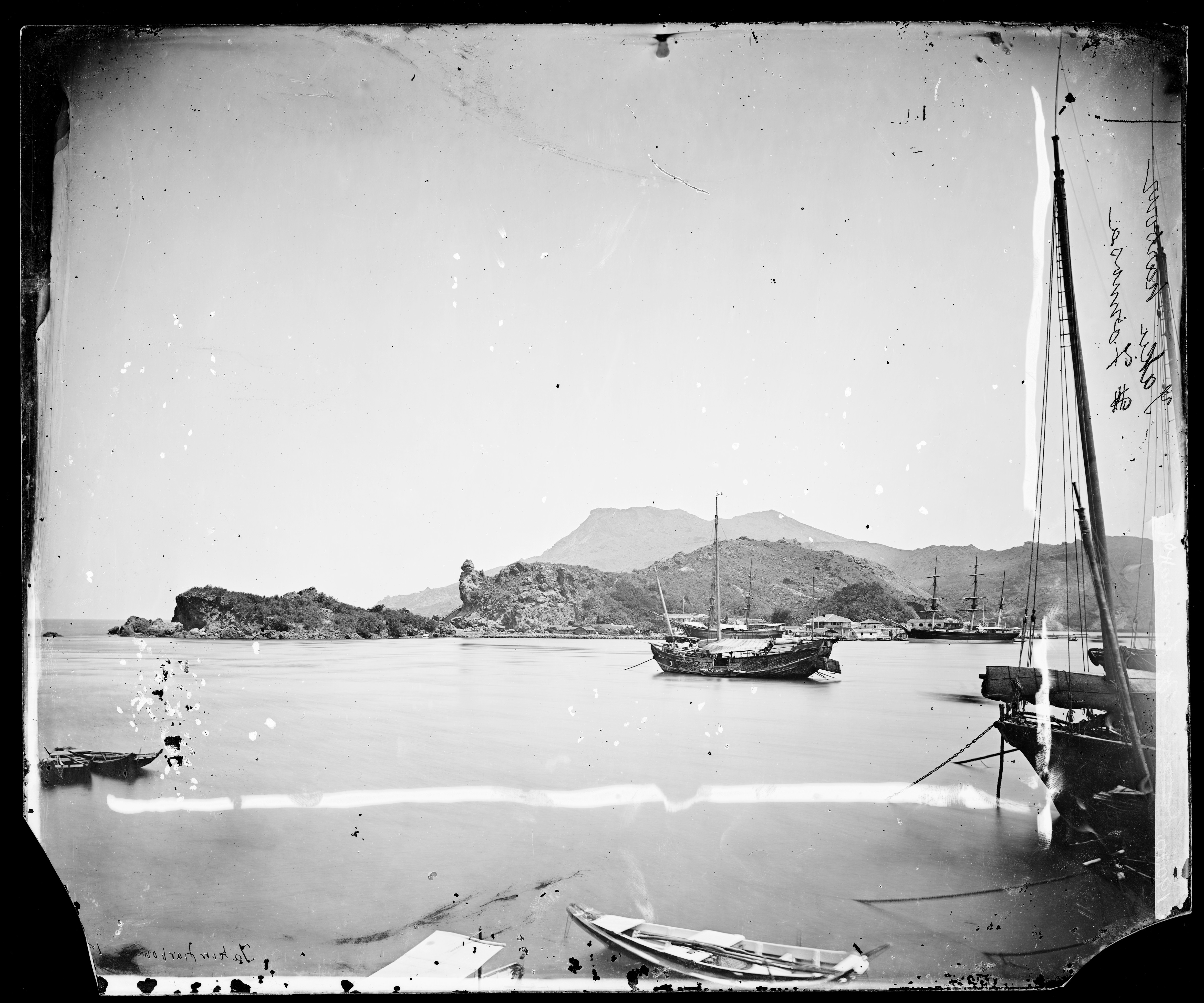
1871年的哨船頭，圖中戎克船左側有旗杆的建築為打狗海關，右側兩層樓廡殿頂的建築為打狗海關稅務司。
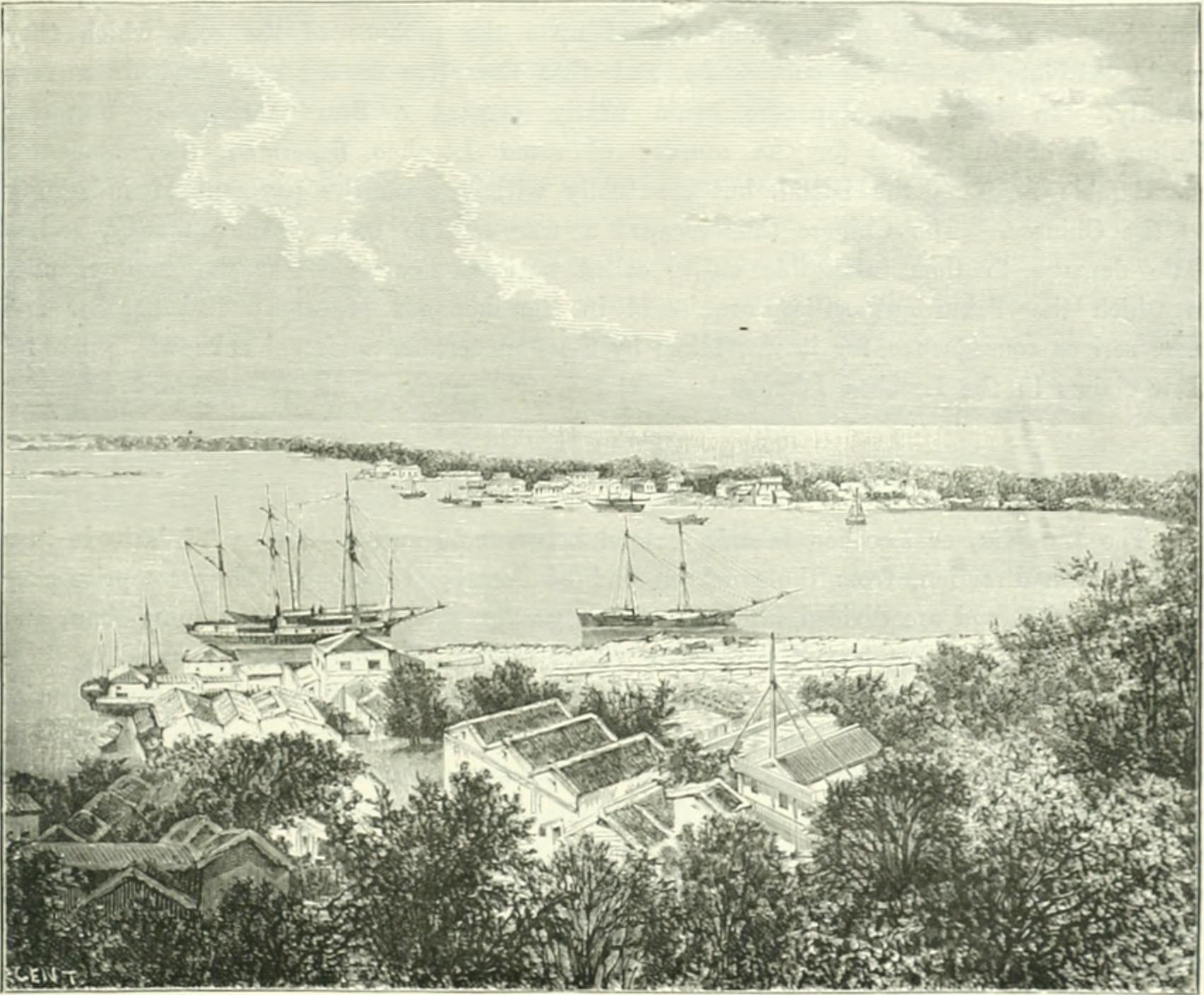
1876年的哨船頭，圖右有旗杆的建築為打狗海關，左邊帆船前的兩層樓建築為打狗海關稅務司。
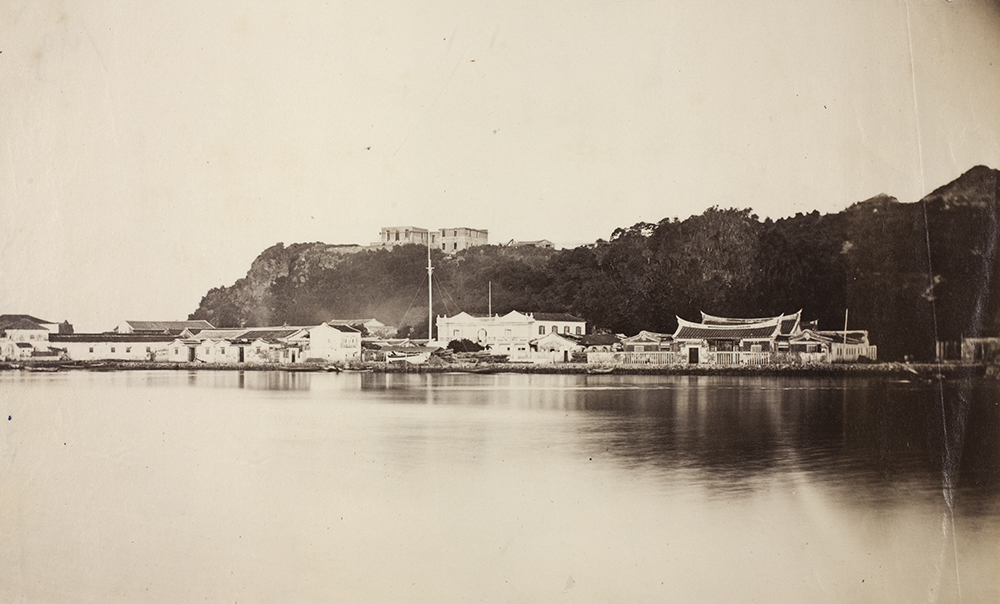
19世紀的哨船頭，山上為建造中英國領事館，山下的兩層樓洋樓為怡記洋行

## 旗後地區

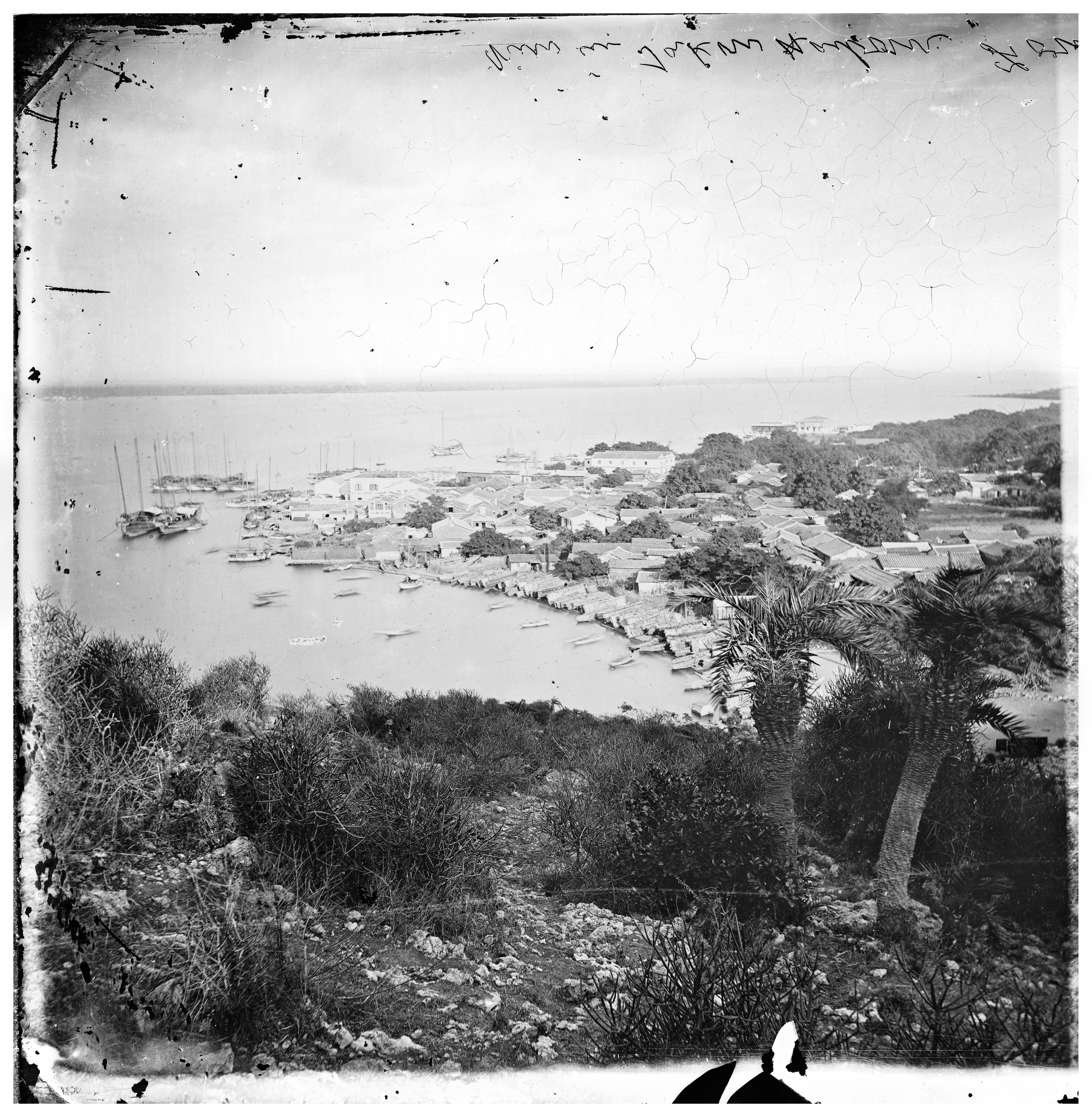
1871年的旗後

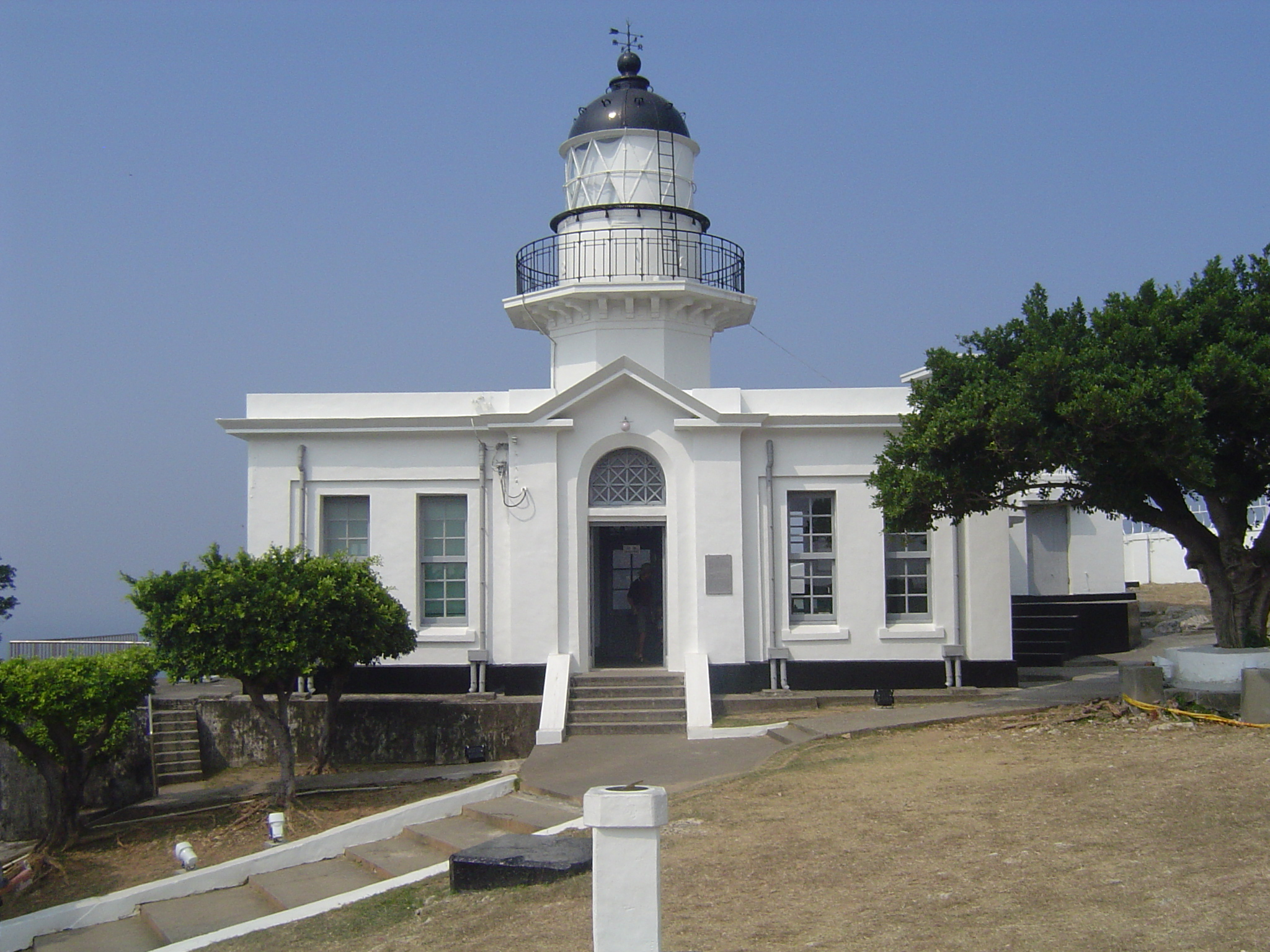
旗後燈塔

## 地區
同治二年成立旗后海關分關，打狗港自此成為國際商港。旗后的通山里一帶成為商賈聚集的交易場所，洋行、商店林列，形成當時打狗地區最繁榮的商業市街。今天后宮旁的通山巷，當時為外商雲集之處，碼頭邊的福聚樓是高雄酒家的濫觴。而在電信方面，牡丹社事件後，丁日昌巡視旗后，並於光緒三年奏準設立電報線二線，總長約95華里，且設旗后分局，是台灣電報局之創始。

### 燈塔
1860年英法戰爭之後，打狗港成為台灣四個通商口岸（其餘為雞籠、滬尾、安平）之一，進出港區船隻逐漸增多，但由於港口導航設施不足使得初期的打狗港區經常發生船難事件。光緒九年（1883年）港口地區始於旗後山上建立一座由英國技師建築的西式燈塔，見距約十浬。
日治時期時，臺灣總督府於大正七年（1918年）擴建高雄港時重修燈塔。但二次大戰期間略受損害，之後來台灣的國民政府對旗後燈塔屢加整修，目前所用的導航設備光力強度為八十五萬支燭光。

### 砲台
康熙二十二年（1683年），清政府正式佔領臺灣，並撥調水師把總一員及水兵一百名駐紮在打狗仔旗後。具《鳳山縣志》所載，康熙五十八年（1719年）時，旗後汛有砲臺一大座，並有中國式大砲六門，道光廿二年（1840年），中英鴉片戰爭之後，當時的清政府於旗後修築砲臺一座以座防禦。同治十三年（1874年），由於牡丹社事件的影響，清政府為加強海防，在旗後（威震天南）及港口（雄鎮北門）兩地修築等砲臺，構成中、低射程火砲威力，以共扼打狗港。旗後砲臺乃聘英國工程師設計屬西式砲臺，但入口卻為中式八字門，共設有大砲四座。

### 天后宮
旗後天后宮有三百餘年歷史，前身為清康熙年間（明鄭永曆年間），福建漁民徐阿華因在海上遭遇颱風漂流到旗後所建的「媽祖宮」，目前是中華民國政府所公告的三級古蹟，為打狗港地區歷史最古老的寺廟之一。而現今的天后宮，是於1926年由信徒蔡吉六發起重建的。
旗後天后宮的建築屬於華南系統的廟宇建築，材料上以石材為基礎，磚砌牆，木頭為廟頂。廟前廣場以紅磚砌成，廟會時做為野台戲的看臺以及廟祭時擺設供桌、供物之用。在打狗時代，廟埕則作為曝曬漁網以及臨時修補竹筏、漁網的場所。

## 苓仔寮
位於今日高雄市苓雅區內，打狗時代，苓仔寮為農漁兼具的村落，是漁民卜居及搭蓋寮屋收藏羅網的地方。在舊誌記載，苓仔寮又被稱為「能雅寮」（白話字：Lêng-á-liâu，苓、能臺灣閩南語同音）。又因該地沙灘突出似洲堵，故又名「苓洲」。苓仔寮面臨高雄港，位居鳳山和旗后兩大聚落間，為苓雅區最早形成的舊市街。《鳳山縣采訪冊》記載：「能雅寮街，在大竹里，縣西南十里，逐日為市。」苓仔寮的舊部落有時也被分成頂寮和下寮兩部分。東半部靠近過田仔的地方，地勢較高，叫做頂寮，多陳姓。西半部靠海地區，地勢低窪，叫做下寮，多孫姓，頂寮廟為安瀾宮，祀奉天上聖母媽祖；下寮為鼓山亭，祀奉保生大帝吳本。按苓仔寮的開發，是瀕海的下寮逐漸向頂寮發展。
清治時期時，「苓洲晴景」為當時的鳳山八景之一。

## 三塊厝
三塊厝，今日的三鳳中街一帶，為清治時期高雄九大街市之一，屬於三民區的舊部落。鳳山縣采訪冊記載：「三塊厝街，大竹里，……縣西十里、逐日為市」。清治時居民利用三塊厝的溪水路由海路經打狗港而下，南通今日的前鎮。而唐山來的貨物則溯三塊厝溪直上三塊厝港，在今三塊厝中街販賣，為當時重要貨物人員集散的重要水陸運樞紐。日治時期，政府在此地興建三塊厝驛（三塊厝車站），使三塊厝庄除既有的水運優勢，成為高雄地區最重要的水陸運輸樞紐，並將高雄由牛馬車及人力車時代帶入鐵路運輸時代。

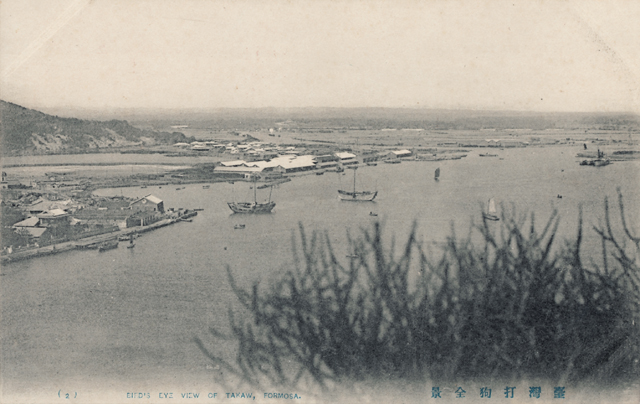
日治早期的打狗港明信片。

## 廿世紀初打狗港的建設
1899年日治初期時，當時的臺灣總督府民政長官後藤新平巡視南台灣之後，決定開始開發打狗港。因此1900年6月起日治政府開始對打狗港進行探勘及調查，使日治政府對打狗港的氣象、地形、地質、潮流等各方面詳細的資料有更進一步的了解。

但是築港計畫後來卻因經費不足而遭到擱置，直到1904年後打狗車站的建立，日治政府才正式開始建設打狗港。1908年至1945年期間打狗港共歷經三次的築港計畫。1920年時，日治政府正式將打狗改名為高雄，同時打狗港改名為高雄港。之後日本人積極建設高雄，包括修築鐵路、建設高雄港、設鐵路新站、城市規劃，並引進煉油、機械、造船、水泥等工業。

## 外部連結
- The Takao Club （页面存档备份，存于）
- Formosa （页面存档备份，存于）